# Podoliacanthus
Podoliacanthus — вимерлий рід шипастих акул, який існував на території нинішньої Ґренландії й України протягом раннього девонського періоду. Типовий вид — Podoliacanthus zychi. Рід також містить неописані поки-що види.